# Carmen Aristegui

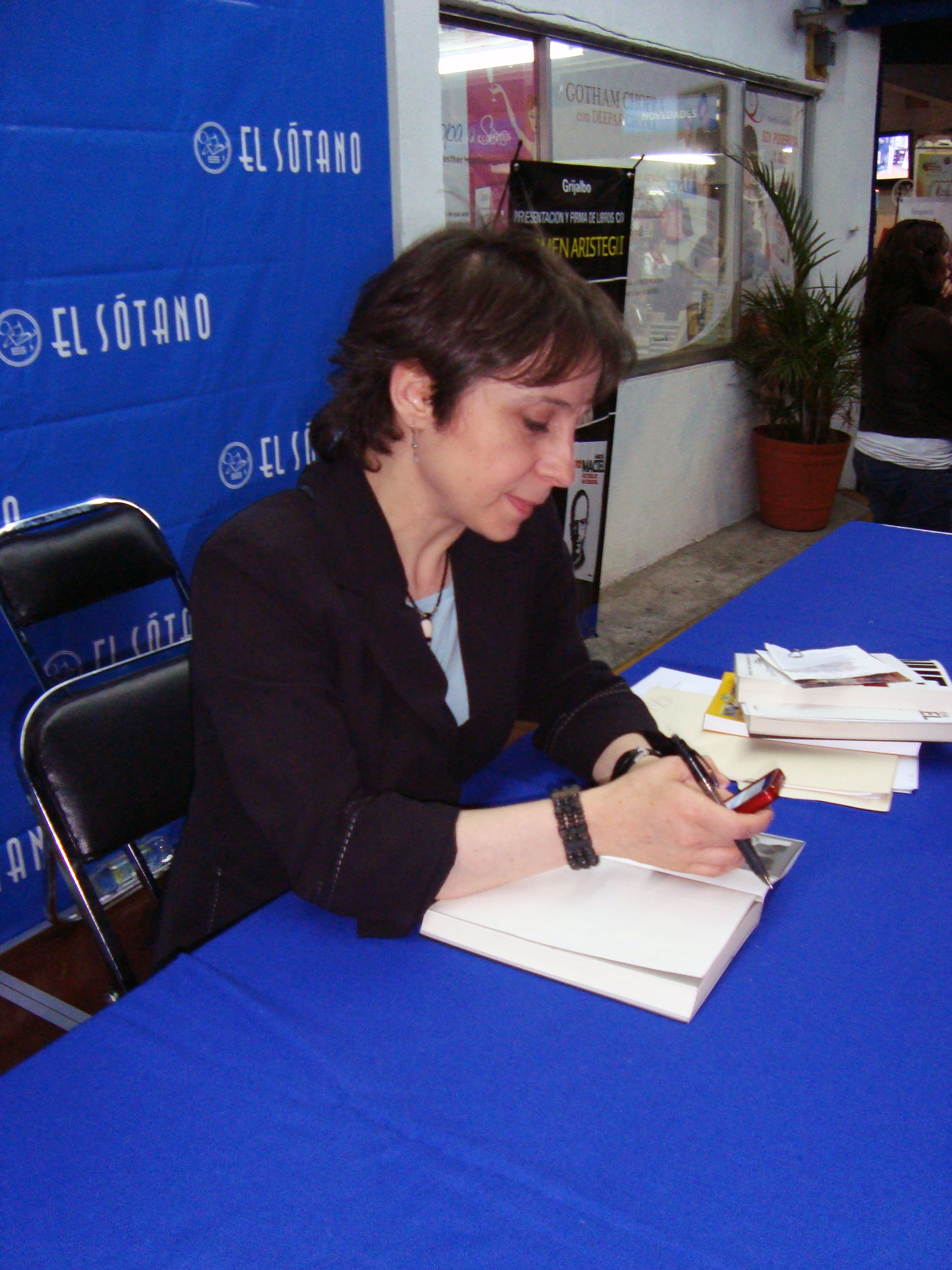
Carmen Aristegui

Carmen Aristegui Flores (Mexico-Stad, 16 januari 1964) is een Mexicaans journaliste.
Aristegui studeerde communicatiewetenschap aan de Nationale Autonome Universiteit van Mexico (UNAM). Aristegui is een van de bekendste journalisten van het land. In januari 2008 werd zij van het programma Hoy en Hoy van W Radio gehaald, volgens Aristegui zou zij zijn ontslagen omdat zij te kritisch was geweest op de regering. Aristegui is momenteel een van de presentatoren van CNN en español.